# Phan Si Păng (phường)
Phan Si Păng là một phường thuộc thị xã Sa Pa, tỉnh Lào Cai, Việt Nam.

## Địa lý
Phường Phan Si Păng nằm ở trung tâm thị xã Sa Pa, có vị trí địa lý:
- Phía đông giáp phường Hàm Rồng
- Phía tây giáp phường Ô Quý Hồ
- Phía nam giáp các phường Sa Pa, Cầu Mây và xã Hoàng Liên
- Phía bắc giáp phường Hàm Rồng và xã Tả Phìn.

Phường có diện tích 10,57 km², dân số năm 2018 là 5.195 người, mật độ dân số đạt 491 người/km².

## Hành chính
Phường Phan Si Păng được chia thành 5 tổ dân phố đánh số từ 1 đến 5.

## Lịch sử
Phường Phan Si Păng được thành lập vào ngày 1 tháng 1 năm 2020 trên cơ sở điều chỉnh 9,69 km² diện tích tự nhiên, 4.995 người của thị trấn Sa Pa và 0,88 km² diện tích tự nhiên, 200 người của xã San Sả Hồ.